# Wij Alexander
Wij Alexander is een Nederlandse dramaserie uit 1998, gemaakt in opdracht van de KRO door Rimko Haanstra naar een scenario en boek van Tomas Ross, die zich daarbij deels baseert op verklaringen van een kleinzoon van de secretaris van prins Alexander, Willem Johannes Dominicus van Dijck. De serie bestaat uit 8 afleveringen van 45 minuten en het eerste deel werd vertoond op 10 november 1998. De titelsong van de serie Tegen de tijd werd ingezongen door Huub van der Lubbe.

## Verhaal
Het belangrijkste personage in de serie is prins Alexander. Hij leefde van 1851 tot 1884 en was de derde zoon van koning Willem III en Sophie van Württemberg. Zijn oudste broer, Willem, was altijd weg en zat op allerlei kostscholen. Zijn broer Maurits was al in 1850 op zevenjarige leeftijd gestorven, nog vóór Alexanders geboorte. Alexander werd dan ook al gauw het lievelingetje van zijn moeder. Hij was van kinds af aan erg ziekelijk en volgens sommigen zou hij een zwak karakter hebben gehad.
De serie begint in 1909, een dag na de geboorte van prinses Juliana. Nederland viert feest want met Juliana's geboorte is de monarchie veilig gesteld. Student psychiatrie Jan Giltay (Hugo Haenen) gaat omstreeks dezelfde tijd in een kliniek werken. Daar raakt hij geïntrigeerd door patiënt nr. 4 (een rol van Jacques Commandeur). Deze beweert prins Alexander te zijn, terwijl die al in 1884 is gestorven. Er rijst twijfel want de patiënt weet erg veel over het leven aan het hof. Dit leven wordt in flashbacks getoond en is gedeeltelijk gebaseerd op feiten. Deze flashbacks vormen een tweede verhaallijn in de serie. Daarin zien we onder meer het slechte huwelijk van koning Willem III en Sophie en de strijd om de kinderen.
Jan Giltay is zeer gedreven om patiënt nr. 4 te behandelen. Dan krijgt hij informatie die er op wijst dat de patiënt weleens werkelijk kroonprins Alexander zou kunnen zijn. Giltay krijgt de opdracht de "prins" te behandelen en informatie in te winnen over een geheim kistje van de kroonprins, waarin de prins belastend bewijsmateriaal tegen zijn vader zou hebben verzameld. Uit deze informatie zou blijken dat koningin Wilhelmina geen dochter van Willem III kan zijn.
Het verhaal ontwikkelt zich tot een thrillerachtige intrige, waarin chantage en moord leiden tot een vlucht van de psychiater en zijn patiënt naar Parijs. Het antwoord op de belangrijkste vraag in Wij Alexander, namelijk wie patiënt nr. 4 werkelijk is, wordt in de loop van het verhaal langzaam onthuld. Daarnaast zijn verschillende partijen op zoek naar het kistje.

## Rolverdeling
- Koning Willem III - Porgy Franssen
- Koningin Sophie - Carine Crutzen
- Jonge Alexander - Rick Hendriks
- Ferdinand - Huub van der Lubbe
- Professor De Zwaan - Tom Jansen
- Jan Giltay - Hugo Haenen
- Catharina - Hilde Heijnen
- Eveline Röell - Thekla Reuten
- Rinus - Jack Wouterse
- Tante Carla - Annemarie Prins
- Van Leeuwen (neef van De Vreeze) - Jeroen Willems
- Verduyn - Kees Hulst
- De Vreeze - Rik Van Uffelen
- Zegwaard (makelaar) - Gert-Jan Dröge
- Patiënt nr. 4 - Jacques Commandeur
- Secretaris van Dijk - René van Asten